# Primeira Epístola aos Coríntios
I Coríntios é como é conhecida a primeira epístola de Paulo à igreja em Corinto, na Grécia, muito embora possa ter sido a segunda carta do apóstolo aos cristãos daquela grande cidade. É nesta carta que é encontrada a famosa passagem sobre a importância do amor genuíno, no capítulo 13; e também sobre dons espirituais, no capítulo 12. Por isso, I Coríntios é considerada uma das epístolas mais poéticas do "Apóstolo dos Não-Judeus".

## Autoria
O autor da epístola, como se pode identificar desde o seu começo, já no primeiro versículo, teria sido o apóstolo Paulo. Apesar da referência a alguém chamado Sóstenes, supõe-se que este possa ter sido algum auxiliador grego que tenha redigido a carta enquanto Paulo ditava, valendo destacar que o fato de haver uma narrativa na primeira pessoa demonstra ter sido um único autor.

## Data
A data provável que a epístola foi escrita teria sido por volta do ano 55, quando Paulo encontrava-se na cidade de Éfeso em sua terceira viagem missionária Atos 19:1; Atos 20:1).

## Indagações sobre a existência de outras duas cartas aos coríntios
É possível que I Coríntios tenha sido a segunda carta que Paulo teria escrito aos cristãos em Corinto.
Sabe-se que o apóstolo escreveu um total de quatro epístolas, das quais duas encontram-se perdidas na atualidade.
Através de uma interpretação que se faz do verso 9 do capítulo 5 da epístola e de II Coríntios 2:3-4, supõe-se que esta teria sido a segunda carta. E, por sua vez, a segunda epístola do Novo Testamento, poderia ter sido a quarta.

## Conteúdo
I Coríntios é uma carta de aconselhamento. Na ocasião em que Paulo encontrava-se em Éfeso, ele ouviu falar dos problemas da congregação cristã na cidade de Corinto, através  de um membro da igreja corintia, chamada Cloé e, por isso, passa várias instruções sobre diversos assuntos. Depois de tratar dos problemas da igreja que enfrentava dissensões e uma situação de desordem, Paulo passa a responder sobre as dúvidas dos cristãos daquela igreja.

### Instruções acerca dos dons espirituais
Dentro do contexto de como deve ser feita a adoração pública nos cultos das congregações cristãs, Paulo passa algumas instruções sobre o uso dos dons espirituais, conhecidos no catolicismo como os carismas do Espírito Santo.
Paulo explica que os dons são dados por um único Deus para o cumprimento de sua obra na Terra, buscando situar a igreja como um só corpo e os cristãos como membros desse corpo. E, assim como no corpo humano cada parte tem uma função específica, o mesmo deve ser aplicado quanto às manifestações dos dons espirituais na Igreja (I Coríntios 12:12).
Após uma pausa em que fala sobre a suprema excelência do amor, durante o capítulo 13, Paulo detém-se no uso dos dons de línguas e de profecias. Neste sentido, ele orienta que os cristãos devem procurar com zelo os dons espirituais, principalmente o de profetizar.
Embora muitos relacionem a profecia como uma previsão de acontecimentos futuros, o seu principal propósito no Novo Testamento bíblico, de acordo com a epístola, seria o de comunicar a mensagem de Deus às pessoas, dando esclarecimentos, advertências, correção e encorajamento:
| “ | Mas o que profetiza fala aos homens para edificação, exortação e consolação. (I Coríntios 14:3) | ” |

A respeito do dom de falar em línguas, Paulo orienta as igrejas para que procurem manter uma disciplina durante o culto, ressaltando qual a finalidade dessa manifestação espiritual que seria a edificação pessoal do cristão em sua oração individual a Deus.

### O poema sobre o amor
É no capítulo 13 da epístola que Paulo fala grandiosamente sobre o amor (em grego ágape) que, em algumas traduções, aparece com o vocábulo caridade:
| “ | Ainda que eu falasse as línguas dos homens e dos anjos, e não tivesse Amor, seria como o metal que soa ou como o sino que tine. E ainda que tivesse o dom da profecia, e conhecesse todos os mistérios e toda a ciência, e ainda que tivesse toda a fé, de maneira tal que transportasse os montes, e não tivesse Amor, nada seria. E ainda que distribuísse toda a minha fortuna para sustento dos pobres, e ainda que entregasse o meu corpo para ser queimado, se não tivesse Amor, nada disso me aproveitaria. A Caridade é sofredora é benigna; o Amor não é invejoso, não trata com leviandade, não se ensoberbece, não se porta com indecência, não busca os seus interesses, não se irrita, não suspeita mal, não folga com a injustiça, mas folga com a verdade. Tudo Sofre, tudo crê, tudo espera e tudo suporta. O Amor nunca falha. Havendo profecias, serão aniquiladas; havendo línguas, cessarão; havendo ciência, desaparecerá; porque, em parte conhecemos, e em parte profetizamos; mas quando vier o que é perfeito, então o que é em parte será aniquilado. Quando eu era menino, falava como menino, sentia como menino, discorria como menino, mas, logo que cheguei a ser homem, acabei com as coisas de menino. Porque agora vemos por espelho em enigma, mas então veremos face a face; agora conheço em parte, mas então conhecerei como também sou conhecido. Agora, pois, permanecem a fé, a esperança e o amor, estes três; mas o maior destes é o Amor. | ” |

### Advertências contra a imoralidade sexual e orientações acerca do casamento
Na sua primeira epístola aos Coríntios, Paulo faz sérias advertências sobre a imoralidade sexual e as relações sexuais ilícitas, determinando que fosse expulso da congregação um homem que havia abusado da mulher do seu pai (capítulo 5) e alertando que o homem que se une a uma prostituta torna-se uma só carne com ela.
Paulo situa o corpo do cristão como um membro de Jesus Cristo e o templo onde o Espírito Santo habita que virá a ser restaurado por Deus na ressurreição dos mortos. Assim, o apóstolo explica que o cristão não pode fazer o que bem entender com o seu corpo participando de relações sexuais contrárias aos mandamentos bíblicos porque o corpo do cristão passa a pertencer a Deus.
Após advertir duramente contra a imoralidade sexual na segunda parte do capítulo 6 da epístola (versos de 12 a 20), Paulo passa a falar no capítulo 7 dos deveres quanto ao casamento onde exalta a fidelidade conjugal entre o marido e a esposa. Fala daqueles fazem a sua opção por fica solteiro para se dedicarem mais às atividades que se diz respeito ao reino de Deus, porém recomenda que aqueles que não tenham a vocação para uma vida de santidade que se casassem. Também permite um novo matrimônio para as viúvas, considerando ser mais adequado as pessoas se casarem do que terem uma vida de imoralidade contrária aos propósitos divinos.
Muito interessante observar que, a respeito da união entre cristãos e incrédulos, Paulo orienta que tais matrimônios não devem ser desfeitos por causa das diferenças religiosas, dizendo que o esposo não convertido é santificado pela sua esposa e que o contrário também se aplica.
Esta epístola condena a prática do sexo dito não natural. Nos versos de 9 a 10 do capítulo 6, é utilizado a palavra sodomita, fazendo uma menção às práticas homossexuais das cidades de Sodoma e Gomorra que, de acordo com o livro de Gênesis, foram destruídas por Deus na época de Abraão, cujos habitantes não apenas tinham relações homossexuais, mas eram seres perversos.
Da mesma maneira, a epístola condena a prática feminina de falar na igreja, caracterizando a atitude como "vergonhosa". Nos versos 33 e 34 do capítulo 14, determina-se às mulheres que fiquem caladas na igreja e que, querendo aprender algo, perguntem em casa aos maridos.

### A importância da celebração da Ceia
Preocupado com a maneira como as igrejas em Corinto estavam celebrando a Ceia cristã, Paulo alerta que tal momento deve ser de reflexão e cita as últimas palavras ditas por Jesus a seus discípulos antes de morrer na cruz.
Assim, o apóstolo orienta que os cristãos devem comemorar esta passagem de modo certo e disciplinado, condicionando que cada homem deve examinar-se a si mesmo e só então comer do pão e beber do cálice.
| “ | Porque, se nós nos julgássemos a nós mesmos, não seríamos julgados. Mas, quando somos julgados, somos repreendidos pelo Senhor, para não sermos condenados com o mundo. (I Coríntios 11:31-32) | ” |

### Sobre a ressurreição dos mortos
Outro tema muito importante que é abordado na epístola é a ressurreição dos mortos.
Paulo ensina que se não existisse a ressurreição dos cristãos, seria em vão tanto a fé quanto os trabalhos de pregação do Evangelho.
| “ | Se esperamos em Cristo só nesta vida, somos os mais miseráveis dos homens. (I Coríntios 15:19) | ” |

Demonstrando que, assim como Cristo ressuscitou e vive para sempre, os mortos também deverão ressuscitar um dia, Paulo explica que, da mesma maneira como a morte afetou todos os homens por causa da desobediência de Adão, a ressurreição é alcançada por intermédio de Cristo.
| “ | Porque, assim como todos morrem em Adão, assim também todos serão vivificados em Cristo. (I Coríntios 15:22) | ” |

Deste modo, o corpo corruptível de cada membro da igreja será um dia transformado em um corpo celestial, semelhante ao de Cristo, que viverá e reinará eternamente com Jesus.
| “ | Assim está também escrito: O primeiro homem, Adão, foi feito em alma vivente; o último Adão, em espírito vivificante. Mas não é primeiro o espiritual, senão o animal; depois, o espiritual. O primeiro homem, da terra, é terreno; o segundo homem, o Senhor, é do céu. Qual o terreno, tais são também os terrenos; e, qual o celestial, tais também os celestiais. E, assim como trouxemos a imagem do terreno, assim traremos também a imagem do celestial. (I Coríntios 15:45-49) | ” |

Concluindo todo o seu ensinamento, durante o capítulo 15 da epístola, Paulo então recomenda aos cristãos que fossem firmes e constantes em seus caminhos, cientes de que os trabalhos de evangelismo na obra divina não seriam em vão.